# Anemonoides baldensis
Anemonoides baldensis ((L.) Galasso, Banfi & Soldano, 2005), comunemente noto come anemone del Monte Baldo, è una piccola pianta erbacea dai delicati fiori bianchi appartenente alla famiglia delle Ranunculaceae, diffusa sulla catena delle Alpi.

## Etimologia
Il nome del genere a cui apparteniene questo fiore (anemonoides) segue per la prima parte l'etimologia del genere Anemone: questo nome è attribuito a Teofrasto e significa fiore del vento in riferimento alle fragili corolle variamente colorate che si agitano al minimo spirare del vento. Infatti in greco anemos = vento. Altri fanno derivare il nome del genere dal fiume Anemo che scorre presso Ravenna, dove si dice che per la prima volta gli antichi avrebbero scoperto questo fiore. Ma ci sono anche interpretazioni mitologiche: per i greci Anemone era la sposa di Zefiro (vento caldo dell'ovest che favoriva la nascita dei fiori e dei frutti). Il nome della specie (baldensis) fa riferimento al Monte Baldo (areale dove questa specie si trova facilmente).
Il suffisso -oides significa letteralmente "a forma di", data la somiglianza tra le specie appartenenti a questi due generi.

Il binomio scientifico attualmente accettato si rifà al basionimo Anemone baldensis, proposto da Carl von Linné (1707 – 1778) biologo e scrittore svedese, considerato il padre della moderna classificazione scientifica degli organismi viventi, nella pubblicazione "Mantissa Plantarum" del 1767.

## Descrizione
È una pianta erbacea non molto alta che raggiunge i 5 – 25 cm d'altezza. La forma biologica è definita come emicriptofita scaposa (H scap), ossia sono piante perenni, con gemme svernanti al livello del suolo e protette dalla lettiera o dalla neve, dotate di un asse fiorale eretto e spesso privo di foglie. 

### Radici
Le radici sono secondarie da rizoma.

### Fusto
- Parte ipogea: la parte sotterranea del fusto è un rizoma fittonoso (tipo fittone) abbastanza sottile, obliquo e di colore bruno-nerastro.
- Parte epigea: la parte aerea è eretta, semplice con uno stelo ricoperto da fitta peluria.

### Foglie

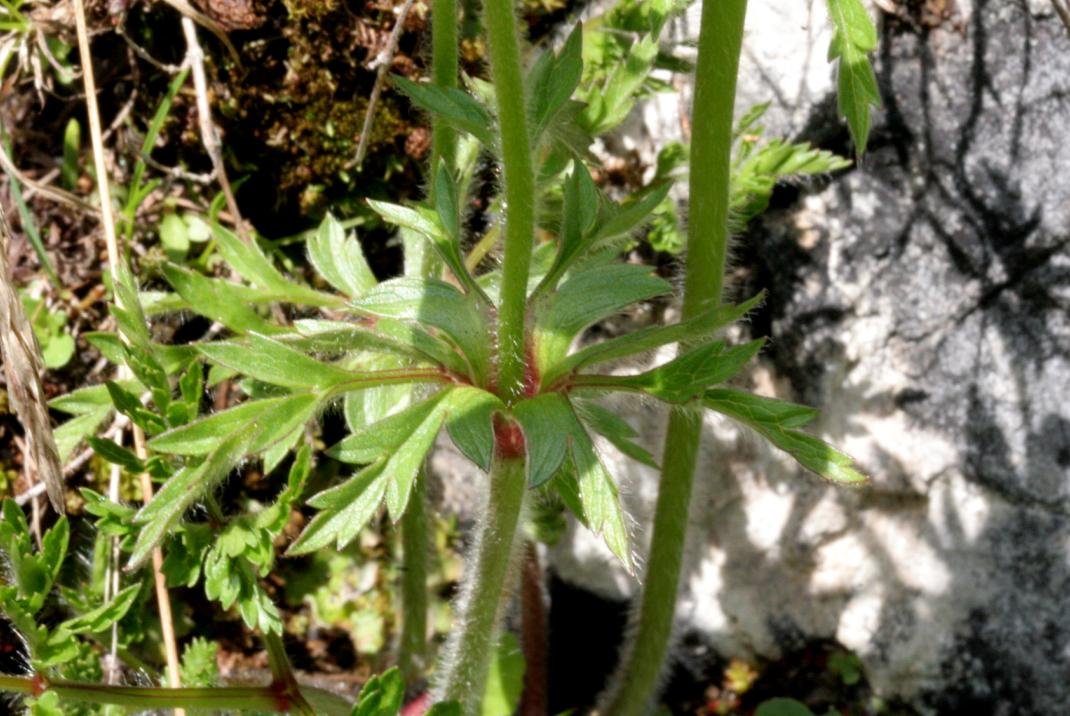
Le foglie cauline
Località: sorgenti del Piave, Sappada (BL), 1820 m s.l.m. - 18/06/2009

- Foglie basali: le foglie radicali sono picciolate con lamina a contorno reniforme e di tipo 2-palmatosetta con i segmenti profondamente incisi. Lunghezza del picciolo: 3 – 4 cm. Dimensione della lamina fogliare: larghezza 3 cm; lunghezza 2 cm.
- Foglie cauline: le foglie superiori (quelle cauline) sono picciolate poco dissimili dalle foglie radicali. Sono posizionate a circa 1/3 inferiore del fusto.

### Infiorescenza

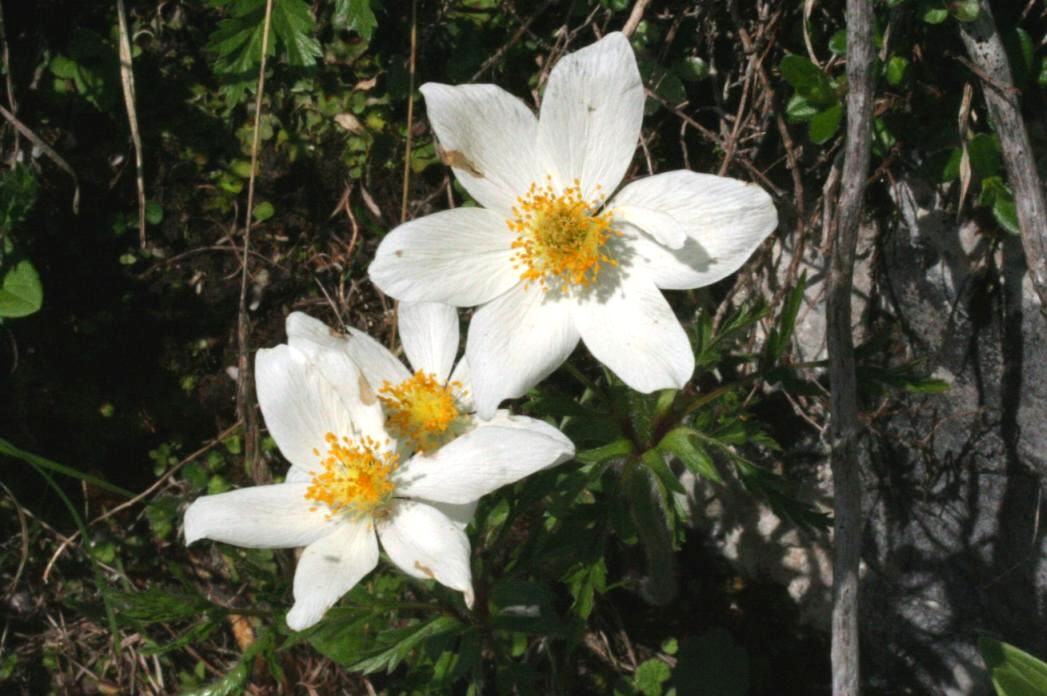
Infiorescenza
Località: sorgenti del Piave, Sappada (BL), 1820 m s.l.m. - 18/06/2009

L'infiorescenza è formata da scapi uniflori peduncolati che sorgono da brattee di tipo fogliare.

### Fiore

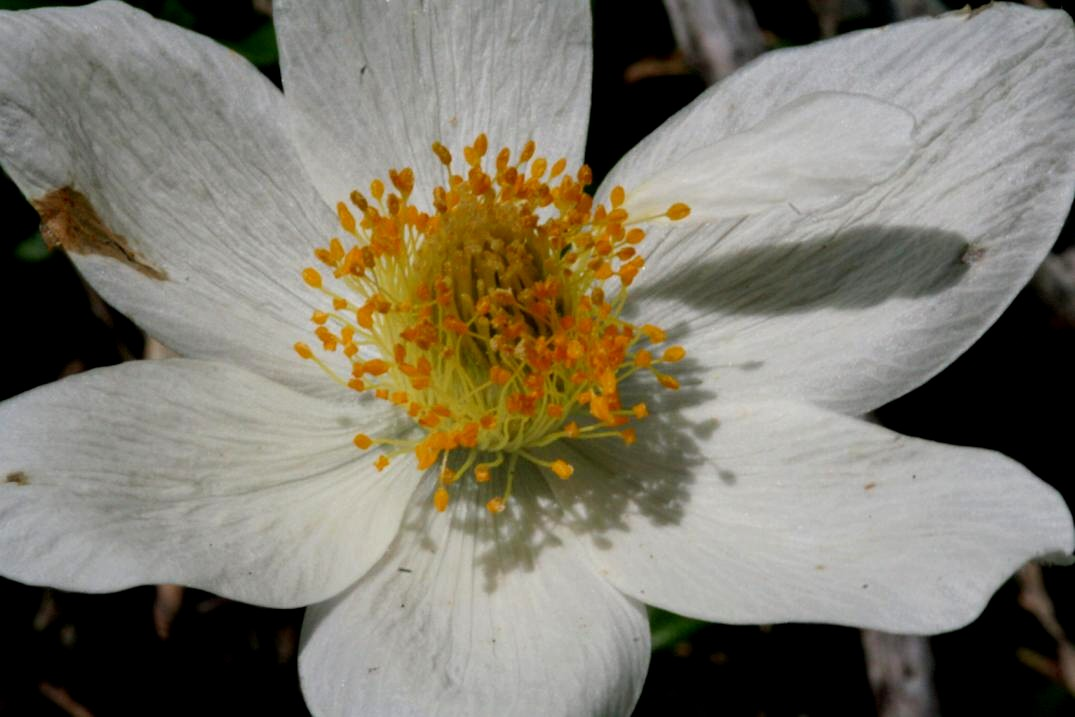
Il fiore
Località: sorgenti del Piave, Sappada (BL), 1820 m s.l.m. - 18/06/2009

I fiori sono attinomorfi, dialitepali con perianzio aploclamidato ossia formato da un solo verticillo di elementi più o meno indifferenziati (= tepali/petali). In questo tipo di fiore è presente la poliandria primaria, ossia una struttura primitiva (dal punto di vista evolutivo) caratterizzata da numerosi stami a disposizione spiralata. I nettari non sono presenti. I fiori sono di colore bianco, spesso sfumati all'esterno di purpureo o di verde. Diametro del fiore: 22 – 40 mm.
- Formula fiorale: per questa pianta viene indicata la seguente formula fiorale:

* K 0, C 6 - 10, A molti, G molti (supero)
- Calice: il calice è assente (vedi sopra).
- Corolla: la corolla è generalmente costituita da 6 – 10 petali a forma ellittica (possono essere considerati anche dei tepali di aspetto petaloide[4]). I petali dal lato esterno sono villosi. Dimensione dei petali: larghezza 5 – 9 mm: lunghezza 12 – 20 mm.
- Androceo: sono presente molti stami (mediamente una sessantina) con antere gialle a forma cilindrica o sub-globosa. Il filamento è lineare e leggermente dilatato all'apice.
- Gineceo: i carpelli sono numerosi, liberi e monospermi. L'ovario è supero e compresso.
- Fioritura: da giugno a agosto.

### Frutti
Il frutto è una testa pedicellata di acheni a forma ovale. La forma degli acheni va da ellissoide a ovata. Ogni achenio è alato e sormontato da un breve becco ed è inoltre lanoso. Dimensione dell'achenio: larghezza 6 – 7 mm; lunghezza 10 – 13 mm.

## Riproduzione
La riproduzione di questa pianta avviene per via sessuata grazie all'impollinazione degli insetti pronubi (impollinazione entomogama).

## Distribuzione e habitat

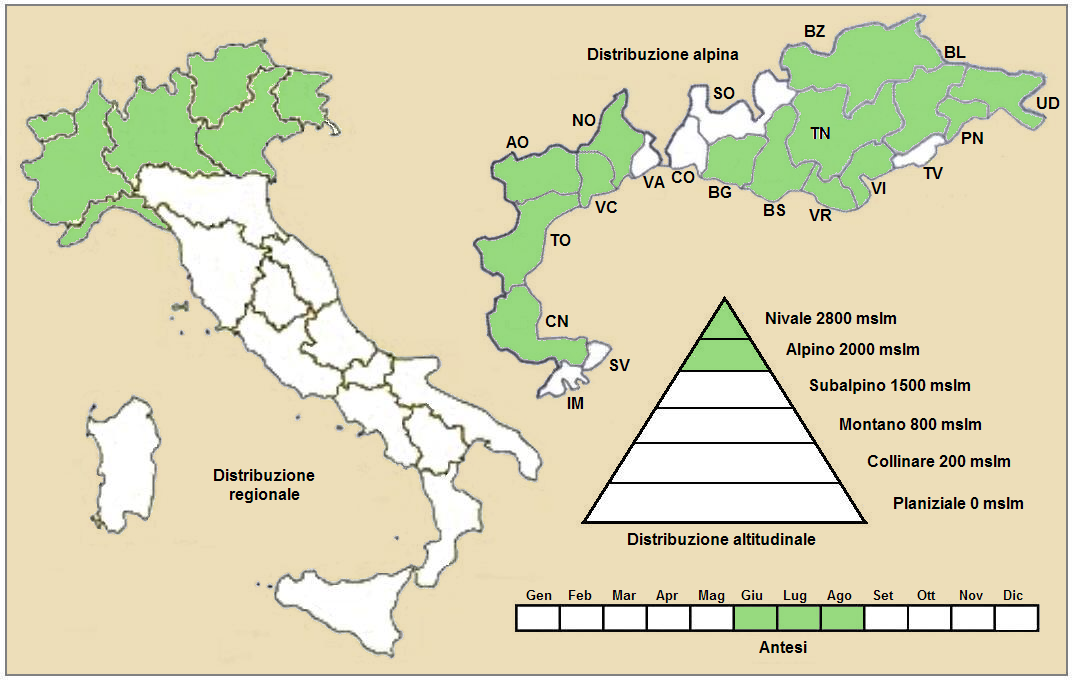
Distribuzione della pianta

- Geoelemento: il tipo corologico (area di origine) è Orofita – Sud Europeo/Nord Americano.
- Distribuzione: malgrado il suo nome possa fare pensare a un endemismo del Monte Baldo, l'Anemone baldensis è una specie a diffusione ampia, presente su quasi tutte le alte montagne dell'Europa meridionale e centrale (in particolare nelle Alpi Dinariche oltre alle Alpi); in Italia vegeta solo sulle Alpi; pur essendo presente in quasi tutti i settori della catena alpina (dalla Liguria occidentale alle Alpi Giulie) in generale è una specie piuttosto rara. Oltreconfine, sempre nelle Alpi, è presente nel versante francese (quasi tutti i dipartimenti alpini), nella Svizzera (cantoni Berna, Vallese e Ticino), Austria meridionale e Slovenia.
- Habitat: l'Anemone baldensis è una pianta tipica dei macereti di alta quota e predilige gli ambienti caratterizzati da lunga persistenza del manto nevoso; ma anche i pascoli e praterie rase alpine e subalpine. Sulle Alpi cresce su substrati carbonatici con pH basico-neutro, bassi valori nutrizionali del terreno che deve essere piuttosto secco.
- Distribuzione altitudinale: sui rilievi queste piante si possono trovare da 1800 fino a 3100 m s.l.m.; frequentano quindi i seguenti piani vegetazionali: alpino e nivale.

### Fitosociologia
Dal punto di vista fitosociologico la specie di questa voce appartiene alla seguente comunità vegetale:
Formazione: delle comunità delle praterie rase dei piani subalpino e alpino con dominanza di emicriptofite
Classe: Elyno-Seslerietea variae

## Tassonomia
Il genere Anemone comprende diverse decine di specie una dozzina delle quali sono proprie della flora spontanea italiana. Il genere storicamente veniva diviso in tre sezioni:
- Pulsatilla: fiori con stami privi di antere e non trasformati in nettarii; frutti acheni terminati in una lunga coda piumata.
- Euanemona: fiori con stami provvisti di antere; frutti acheni terminanti con un breve stilo; involucri bratteali distanziati dal fiore.
- Hepatica: fiori con brattee involucrali vicinissime alla corolla in modo da essere confuse con il calice.

Attualmente la prima e l'ultima sezione formano dei generi distinti; mentre è la sezione centrale che ora descrive gli anemoni veri e propri; quindi l'Anemone baldensis appartiene al gruppo centrale. Per contro alcuni studi di tipo filogenetico sul DNA dei cloroplasti sembrano rimettere in discussione quest'ultima tassonomia in quanto viene proposto il “rientro” nel genere Anemone dei gruppi Pulsatilla ed Hepatica.

Il numero cromosomico di A. baldensis è: 2n = 16.

### Sinonimi
Questa entità ha avuto nel tempo diverse nomenclature. L'elenco che segue indica alcuni tra i sinonimi più frequenti:
- Anemone alpina (Scop., 1771), non L.
- Anemone baldensis (Lam., 1785)
- Anemone baldensis (G. Don, 1831)
- Anemone fragifera Wulfen in (Jacq., 1781)

### Specie simili
Altre due specie di anemoni possono essere confuse con l'Anemone del Monte Baldo:
- Anemonoides sylvestris L. - Anemone silvestre: è più raro (si trova nel Piemonte, al confine con la Slovenia e forse nella zona di Bassano); si differenzia in quanto l'infiorescenza è monoflora.
- Anemonastrum narcissiflorum L. - Anemone narcissino: si trova sia nelle Alpi che negli Appennini; si caratterizza dall'avere un'infiorescenza tipo ombrella.

## Usi

### Giardinaggio
L'impiego maggiore (e anche unico) di queste piante è nel giardinaggio per formare aiuole o bordure nella costruzione di giardini rocciosi o alpini.